# Ben Offereins
Ben Offereins (ur. 12 marca 1986) – australijski lekkoatleta, sprinter. W 2009 roku zdobył brązowy medal na mistrzostwach świata w Berlinie w sztafecie 4 x 400 metrów. Razem z nim w składzie sztafety biegli John Steffensen, Tristan Thomas i Sean Wroe.
Wielokrotny mistrz Australii. Olimpijczyk z Londynu (2012).

## Rekordy życiowe
- bieg na 400 metrów – 44,86 (2010)